# 狹銀漢魚屬
狹銀漢魚屬為輻鰭魚綱銀漢魚目銀漢魚科的其中一屬。 又译细突银汉鱼属。现知有2-3种，分布于西太平洋。

## 分類
- 狹銀漢魚(Stenatherina panatela)

## 扩展阅读
- 維基物種上的相關：狹銀漢魚屬